# 尖頭狗母魚
尖頭狗母魚，為輻鰭魚綱仙女魚目合齒魚亞目合齒魚科的其中一種，分布於東太平洋區，從美國加州舊金山至墨西哥Guayamas海域，棲息深度1-229公尺，體長可達64公分，為底棲性魚類，生活在沙石底質、礁石區海域，屬肉食性，以魚類為食。